# Santa Fe (New Mexico)
 For alternative betydninger, se Santa Fe. (Se også artikler, som begynder med Santa Fe)
Santa Fe er hovedstad i den amerikanske delstat New Mexico. I 2000 havde byen 62.203 indbyggere. Byen er administrativt centrum i det amerikanske county Santa Fe County.

## Ekstern henvisning
- Santa Fes hjemmeside (engelsk)

35°41′N 105°57′V / 35.683°N 105.950°V